# Oklahoma Panhandle
L'Oklahoma Panhandle (precedentemente chiamata Terra di nessuno o Neutral Strip) è la regione nord occidentale dello stato americano dell'Oklahoma, comprendente le contee di Cimarron, Texas e Beaver. Come per altri salienti negli Stati Uniti, il suo nome deriva dalla somiglianza della sua forma con il manico di una padella.
La regione dell'Oklahoma Panhandle aveva una popolazione di 28.751 abitanti al censimento degli Stati Uniti del 2010, corrispondenti allo 0,77% della popolazione dello stato.

## Geografia
Il Panhandle, lungo 166 miglia (267 km) e largo 34 miglia (55 km), confina con Kansas e Colorado lungo il parallelo 37° N a nord, Nuovo Messico sul meridiano 103° W a ovest, Texas lungo il parallelo 36,5° N a sud. il centro abitato più grande della regione è Guymon, capoluogo della contea di Texas. Black Mesa, il punto più alto in Oklahoma a 4.973 piedi (1.516 m), si trova nella contea di Cimarron. Il Panhandle occupa quasi tutte le High Plains all'interno dell'Oklahoma, essendo l'unica parte dello stato situata a ovest del centesimo meridiano, che generalmente segna l'estensione più occidentale dell'aria umida dal Golfo del Messico. Il suo territorio è di 5,686 miglia quadrate (14,730 km2) e comprende circa l'8% della superficie dell'Oklahoma. L'area comprende il Beaver Dunes State Park con dune di sabbia lungo il fiume Beaver e il lago Optima, sede dell'Optima National Wildlife Refuge.

## Storia
Il territorio dell'Oklahoma Panhandle è stato occupato per millenni. Il popolo paleo-indiano della regione faceva parte del complesso del fiume Beaver. Un accampamento paleo-indiano, il sito di Bull Creek, risale all'8450 a.C. circa, mentre il sito di Badger Hole risale all'8400 a.C. circa.
Poco prima dell'arrivo degli esploratori europei, il Panhandle ospitava gli abitanti dei villaggi delle pianure meridionali. Dal 1200 al 1500 d.C., i popoli semi-sedentari della cultura Panhandle, inclusa la Antelope Creek Phase, vivevano nella regione in grandi case di pietra e intonaco in villaggi o singole fattorie. Come orticoltori, coltivavano mais e colture autoctone dall'Eastern Agricultural Complex. Diversi siti dell'Antelope Creek Phase furono fondati vicino all'attuale Guymon, inclusi i siti McGrath, Stamper e Two Sisters. L'arrivo dei cavalli dalla Spagna nel XVI secolo permise alle Tribù dei Nativi americani di aumentare le loro aree di caccia. Questi abitanti dei villaggi delle pianure meridionali divennero le tribù Wichita e affiliate.
La storia occidentale del Panhandle trae le sue origini come parte della Nuova Spagna. Il Trattato di Adams-On del 1819 tra la Spagna e gli Stati Uniti stabilì il confine occidentale di questa parte dell'Acquisto della Louisiana al centesimo meridiano. Con l'indipendenza del Messico nel 1821, queste terre divennero parte del Messico. Con la formazione della Repubblica del Texas, sono diventati parte del Texas. Quando il Texas si unì agli Stati Uniti nel 1846, la striscia divenne parte degli Stati Uniti.
Il Cimarron Cutoff per il Santa Fe Trail attraversò l'area subito dopo che la rotta commerciale fu stabilita nel 1826 tra gli spagnoli a Santa Fe e gli americani a St. Louis. Il percorso è stato sempre più utilizzato durante la Corsa all'oro californiana. Il confine passava parecchie miglia a nord di quelli che ora sono Boise City, Oklahoma e Clayton, nel Nuovo Messico, prima di proseguire verso Santa Fe.
Quando il Texas cercò di entrare nell'Unione nel 1845 come stato schiavista, la legge federale degli Stati Uniti, basata sul Compromesso del Missouri, proibì la schiavitù a nord del 36° 30' parallelo nord. Sotto il compromesso del 1850, il Texas cedette le sue terre a nord del 36° 30' di latitudine. La striscia di terra di 170 miglia, una "Striscia neutra", fu lasciata senza proprietà statale o territoriale dal 1850 al 1890. Era ufficialmente chiamata "Striscia di terra pubblica" ed era comunemente chiamata "Terra di nessuno".
Il Compromesso del 1850 stabilì anche il confine orientale del Territorio del Nuovo Messico al 103º meridiano, fissando così il confine occidentale della striscia. Il Kansas-Nebraska Act del 1854 stabilì il confine meridionale del territorio del Kansas come il 37º parallelo. Questo divenne il confine settentrionale della "Terra di nessuno". Quando il Kansas si unì all'Unione nel 1861, la parte occidentale del territorio del Kansas fu assegnata al territorio del Colorado ma non cambiò il confine della "terra di nessuno".
Dopo la Guerra civile, i bovari si trasferirono nell'area. A poco a poco si organizzarono in ranch e stabilirono le proprie regole per organizzare la loro terra e giudicare le loro controversie. C'era ancora confusione sullo stato della striscia e furono fatti alcuni tentativi per organizzare l'affitto con i Cherokee, nonostante il fatto che il Cherokee Outlet terminasse al 100º meridiano. Nel 1885, la Corte Suprema degli Stati Uniti stabilì che la striscia non faceva parte del Cherokee Outlet. Nel 1886, il Segretario degli Interni L. QC Lamar dichiarò l'area di pubblico dominio e soggetta ai "diritti degli squatter".
La striscia non era ancora stata esaminata dal Public Land Survey System e poiché quello era uno dei requisiti dell'Homestead Act del 1862, la terra non poteva essere assegnata ufficialmente. Comunque, migliaia di coloni si riversarono per far valere i loro "diritti degli squatter". Esaminarono la loro terra e nel settembre 1886 avevano organizzato una giurisdizione di autogoverno, che chiamarono Territorio di Cimarron. Il senatore Daniel W. Voorhees dell'Indiana presenta un disegno di legge al Congresso per collegare questo territorio al Kansas. La proposta passa sia al Senato che alla Camera dei Rappresentanti, ma non viene firmata dal presidente Grover Cleveland.
L'organizzazione del territorio di Cimarron iniziò subito dopo che il segretario Lamar dichiarò l'area aperta all'insediamento da parte degli abusivi. I coloni formano i propri comitati di vigilanza, i quali organizzato un consiglio incaricato di formare un governo territoriale. Il consiglio ha promulgato un codice di legge preliminare e ha diviso la striscia in tre distretti. Hanno anche chiesto un'elezione generale per scegliere tre membri da ogni distretto per formare un governo.
Il consiglio eletto si è riunito come previsto, ha eletto presidente Owen G. Chase e ha nominato un gabinetto al completo. Hanno anche promulgato ulteriori leggi e diviso la striscia in cinque contee (Benton, Beaver, Palo Duro, Optima e Sunset), tre distretti senatoriali (con tre membri per ogni distretto) e sette distretti delegati (con due membri per ogni distretto). I membri di questi distretti dovevano essere l'organo legislativo per il territorio. Le elezioni si tennero l'8 novembre 1887 e la legislatura si riunì per la prima volta il 5 dicembre 1887.
Chase andò a Washington, per fare pressioni per l'ammissione al Congresso come delegato dal nuovo territorio, ma non fu riconosciuto nel suo ruolo dal Congresso. Un gruppo che contestava Chase si incontrò, elesse e inviò il proprio delegato a Washington. Fu presentato un disegno di legge per accettare Chase, ma non fu mai portato al voto. Nessuna delle delegazioni è riuscita a persuadere il Congresso ad accettare il nuovo territorio. Un'altra delegazione andò nel 1888 ma anche questa non ebbe successo.
Nel 1889, le terre non assegnate a est del territorio furono aperte per l'insediamento e molti dei residenti vi si recarono. La popolazione rimanente è stata generosamente stimata da Chase in 10.000 dopo l'apertura. Dieci anni dopo, un conteggio effettivo ha rivelato una popolazione di 2.548. L'approvazione della legge organica nel 1890 assegnò la Public Land Strip al nuovo territorio dell'Oklahoma e pose fine alle aspirazioni di breve durata del territorio di Cimarron.
Nel 1891, il governo completò l'agrimensura del territorio e gli squatter rimanenti furono finalmente in grado di proteggere le loro fattorie ai sensi dell'Homestead Act. I nuovi proprietari hanno quindi potuto ottenere mutui sulla loro proprietà, consentendo loro di acquistare sementi e attrezzature. La capitale e nuovi coloni arrivarono nell'area e la prima ferrovia, la Rock Island, costruì una linea attraverso la contea da Liberal, Kansas, a Dalhart, Texas. L'agricoltura iniziò a cambiare da fattorie di sussistenza a esportatori di grano.
"No Man's Land" divenne la settima contea sotto il nuovo territorio dell'Oklahoma e fu presto ribattezzata contea di Beaver. Beaver City divenne il capoluogo della contea. Quando il territorio dell'Oklahoma e il territorio indiano furono uniti nel 1907 come Stato dell'Oklahoma, la contea di Beaver fu divisa nelle contee di Beaver, Texas e Cimarron. L'Oklahoma Panhandle aveva la popolazione più alta al suo primo censimento, più del doppio della sua popolazione attuale.